# André-Paul Duchâteau
Pour les articles homonymes, voir Duchâteau.
André-Paul Duchâteau, né le 8 mai 1925 à Tournai (province de Hainaut) et mort le 26 août 2020 à Uccle (région de Bruxelles-Capitale) est un journaliste, nouvelliste, écrivain de roman policier et scénariste de bande dessinée belge.
Également connu sous plusieurs noms de plume tels que D. Aisin, Michel Vasseur, André Jean, André Nô, Michaël Nô, André Voisin ainsi que le pseudonyme collectif Cap avec Christian Denayer, il est particulièrement reconnu, avec le dessinateur Tibet, pour la création de la série de bande dessinée Ric Hochet, dont les albums sont vendus à plus de 15 millions d'exemplaires et traduits dans sept langues.

## Biographie

### Jeunesse
André-Paul Duchâteau naît le 8 mai 1925 à Tournai en Belgique. Descendant d’une famille bourgeoise, son arrière-grand-père, Charles Vasseur, est aquarelliste et lithographe. Il grandit avec confort et joie même si son père, Gaston, général-major dans l’aviation de l’armée belge, est un personnage « tyran domestique, frappant l’un ou l’autre membre de la famille ». À l'âge de six ans, il découvre Six hommes morts de Stanislas-André Steeman publié dans Le Moustique, ainsi que les intrigues d'Agatha Christie, de Charles Dickens ou de John Dickson Carr.
Durant son adolescence, il rentre à l'athénée communal Fernand Blum à Schaerbeek.
En 1941, à l'âge de seize ans, il publie son premier roman policier Meurtre pour Meurtre,, aux éditions Albert Beirnaerdt dans la collection « Le Jury » dirigé par Stanislas-André Steeman, puis plusieurs nouvelles dans le Ellery Queen's Mystery Magazine.

### Carrière

#### Débuts
Au milieu des années 1940, André-Paul Duchâteau écrit beaucoup de nouvelles, voire des centaines signées, qui seront publiées dans Mon copain, Heure d'oubli, Capitaine Domingo, Mystère magazine, Fiction, Tintin et 813. Il devient journaliste de L'Indépendance belge à Charleroi.
En 1947, il découvre le monde de la bande dessinée : il adapte quelques œuvres de Paul Féval et de Walter Scott pour les dessinateurs Louis « Tenas » Saintels et Raoul « Rali » Livain à l’hebdomadaire Bravo !.
En 1948, il crée le personnage Capitaine Hardell avec Tenas et Rali pour le magazine Pierrot. Il écrit le roman Les Élèves mènent l'enquête, illustré par les mêmes, publié en feuilleton dans Story en 1950. 
Dans les années 1950, il est journaliste de presse jeunesse, telle que Le Journal de Mickey version belge, où il écrit Mickey et les Mystères de la tour Eiffel — première aventure européenne de Mickey et Donald.
En 1952, sous le pseudonyme de D. Aisin, il publie Le Triangle de feu avec Tenas et Rali pour Spirou,.
En 1954, sous le pseudonyme de Michel Vasseur, il écrit une nouvelle La Dictée révélatrice pour Raymond Reding et Les Rivaux de la piste pour Jean Graton au journal de Tintin.
En 1955, il rencontre le dessinateur Tibet dans les bureaux de Tenas et Rali à la rédaction du Journal de Mickey, avec qui il partage sa passion pour les intrigues policières, et, en 1958, il crée le personnage Ric Hochet, mettant en œuvre un journaliste-reporter dans des jeux d'enquête intitulés Relevez le gant !, sous forme de récits complets. Toujours en 1955, avec son épouse Odette,, il part s'installer à Léopoldville (aujourd’hui, Kinshasa), capitale de la République démocratique du Congo, où il gère les hebdomadaires L'Avenir et Actualités Africaines aux côtés de Joseph Mobutu,. Trois ans écoulés, alors que le pays est en pleine transition vers l'indépendance, le couple retourne en Belgique.
En 1959, en même temps que des jeux d’énigme avec Tibet durant l'année jusqu’en août 1962, il écrit des récits complets de quatre pages de Ric Hochet tels que Enquête chez les timbrés et Ric Hochet contre l'ombre, ainsi que La Terre aux enchères pour Albert Weinberg.
En 1960, il continue à gérer les jeux d'enquête du journaliste-photographe Bob Binn pour Édouard Aidans et à écrire des récits pour J. López Fernandez (alias Fernan).

#### Accession à la notoriété

Ric Hochet, logo des couvertures dans les années 1990-2000.

En février 1961, avec Tibet, André-Paul Duchâteau signe la première aventure « à suivre » de Ric Hochet : Signé Caméléon et Traquenard au Havre en octobre. il participe à l'écriture de la série Le Club des « Peur-de-rien », créée par Greg et Tibet en 1958, pour la revue Junior, le supplément jeunesse de l'hebdomadaire belge Chez nous.
En 1962, pour Mittéï avec l'aide non créditée de Tibet, il écrit les aventures des 3 A sous le pseudonyme de Michel Vasseur — patronyme emprunté de son grand-père Charles Vasseur —  pour éviter, à la demande de l’éditeur, toute comparaison avec Ric Hochet. Pour le journal de Tintin, il écrit le roman Les Enquêtes de Ric Hochet : Monsieur X frappe à minuit en septembre.
En 1963, avec Tibet, il publie le premier album cartonné Traquenard au Havre de la série Ric Hochet aux éditions du Lombard. Pour le journal de Tintin, il écrit un récit de quatre pages Bougainville et le Curé de Boulogne pour William Vance.
En 1964, il écrit des récits de six pages des aventures d'O. K. 27-43 pour Mazel.
En 1965, il crée la série Les Aventures d'Alex Vainclair pour Édouard Aidans dans le journal Pilote.
En 1967, il crée des jeux d’enquêtes pour Antonio Parras, dont Commissaire Marin pour le magazine Illustré du dimanche et Commissaire Jeudy pour Pilote.
En 1968, il accompagne Tibet dans l'écriture pour la série de western humoristique Chick Bill, à compter Le Rapace de Wood-City. Il participe au court métrage télévisé belge Signé Caméléon de vingt-six minutes, produit par Belvision, avec l'acteur belge Daniel Vigo dans le rôle de Ric Hochet. Tibet et André-Paul Duchâteau y incarnent les deux figurants agents de police.
En 1969, il crée Saint-Fauston pour Henri Desclez au journal de Tintin, ainsi que de nouveaux jeux Voulez-vous jouer avec Toah ? pour Eddy Paape et les aventures du reporter de télévision Yalek pour le décoriste Christian Denayer — rencontré chez Tibet en 1966, publiées dans Le Soir jusqu’en 1978. Jacques Géron remplace le dessinateur en 1979, poursuivant dans Super As.

Mr Magellan, créée par Jean Van Hamme et Géri (Henri Ghion) en 1969.

En 1970, il remplace Jean Van Hamme pour poursuivre Mr Magellan avec le dessinateur Géri, espionnage mi-réaliste mi-humoristique à la façon de Chapeau melon et bottes de cuir prépublié dans Tintin. Même année, sous le pseudonyme d'Héric, il crée Richard Bantam pour Henri Desclez chez Spirou et, sous le pseudonyme de Cap, Alain Chevallier, pilote de Formule 1, pour Christian Denayer et les aventures se poursuivent dans Le Soir jusqu’en 1975
En 1971, pour le journal de Tintin, il crée une nouvelle série Yorik des tempêtes pour Eddy Paape. Il écrit quelques aventures de Monfreid et Tilbury, dessinées par Cosey, dans Le Soir-Jeunesse et republiées dans Samedi-Jeunesse.
En 1972, sous le pseudonyme de Michel Vasseur, il reprend le personnage Patrick Leman créé par Jean-Pierre Verheylewegen pour Christian Denayer chez Spirou.
En janvier 1973, lors d'un voyage en train pour le festival international de la bande dessinée d'Angoulême, il partage ses idées sur Les Casseurs avec Christian Denayer : cette aventure policière paraît dans les pages du Tintin version belge, le 28 janvier 1975.
En 1974, sous le pseudonyme d'Héric, il écrit le scénario Le Manuscrit de Galilée de la série Stany Derval pour Mitacq, déjà prépubliée dans Spirou depuis 1968. Il obtient le grand prix de littérature policière pour son roman De cinq à sept avec la mort,. En fin année, il est rédacteur en chef au Soir-Jeunesse, jusqu’en 1976.
En 1976, il est rédacteur en chef du journal Le Journal de Tintin jusqu’en 1979. Entre-temps, il écrit des dramatiques pour la radio et pour la télévision. Il écrit les nouvelles Calamiteuses enquêtes de l'inspecteur Corniche, illustrées par Greg, pour Achille Talon magazine.
En 1977, William Vance fait appel au scénariste pour le scénario de l'épisode Trois Salopards dans la neige de la série Ringo (1965).
En 1978, pour le journal de Tintin, il écrit des scénarios Mission en 2012 de Luc Orient et d'Udolfo pour Eddy Paape, mais ce dernier n’a pas le temps de dessiner et propose à son assistant Andreas de réaliser tous les crayonnés des deux épisodes La Montre aux 7 rubis et Le Grimoire de Lucifer (1980), tandis que lui se charge uniquement de l'encrage,.
En 1979, venant de céder son poste éditorial pour reprendre sa carrière d'écrivain et de scénariste à part entière, il rejoint Grzegorz Rosiński pour créer le premier épisode de Hans. Il écrit le scénario d'Hypérion pour Franz. Il participe avec les auteurs à l'histoire Bill a disparu ! pour la publication dans Spirou.

#### 1980: année du Lombard
En 1980, André-Paul Duchâteau écrit des récits complets de la série Pharaon pour Daniel Hulet, prépubliés dans Super As, ainsi que le scénario Domino et les Agents secrets de la série Domino pour André Chéret et Le Château de cauchemar de la série Villard de Fer pour Jacques Géron.
En 1981, il crée le personnage Chris Melville pour André Chéret, dont les récits complets sont prépubliés dans Spirou. Après la disparition de la série des Aventures de Jean Valhardi dans Spirou depuis 1965, il reprend le personnage avec René Follet dans l'histoire intitulée Dossier X dans les numéros 2249 et 2250. Le retour continue l'année suivante avec cette fois une histoire à suivre intitulée Les Naufrageurs aux yeux vides publiée du no 2324.
En 1983, il crée le personnage Serge Morand pour Patrice Sanahujas, dont le premier récit à suivre Plutonium est prépublié dans Circus.
En 1986, William Vance lui demande de pouvoir reprendre les aventures de Bruce J. Hawker. Réflexion faite et vu que la maison a besoin de son talent, André-Paul Duchâteau accepte donc d'écrire épisodiquement la série avec lui pour lui permettre de la poursuivre.
En 1989, il est responsable de la collection « BDétectives » aux éditions Claude Lefrancq, où il réalise une soixantaine de bandes dessinées adaptées des « classiques » de la littérature policière tels que Rouletabille, Arsène Lupin ou Sherlock Holmes.
En 1990, il entre à nouveau dans la collaboration d'Eddy Paape pour la série Carol détective dans Hello Bédé, continuation du Journal de Tintin, jusqu’en 1991
En 1992, il revisite La Sangsue rouge de Sherlock Holmes pour Guy Clair et Le Monde perdu de Challenger pour Patrice Sanahujas dans Vaillant, le journal de Pif.

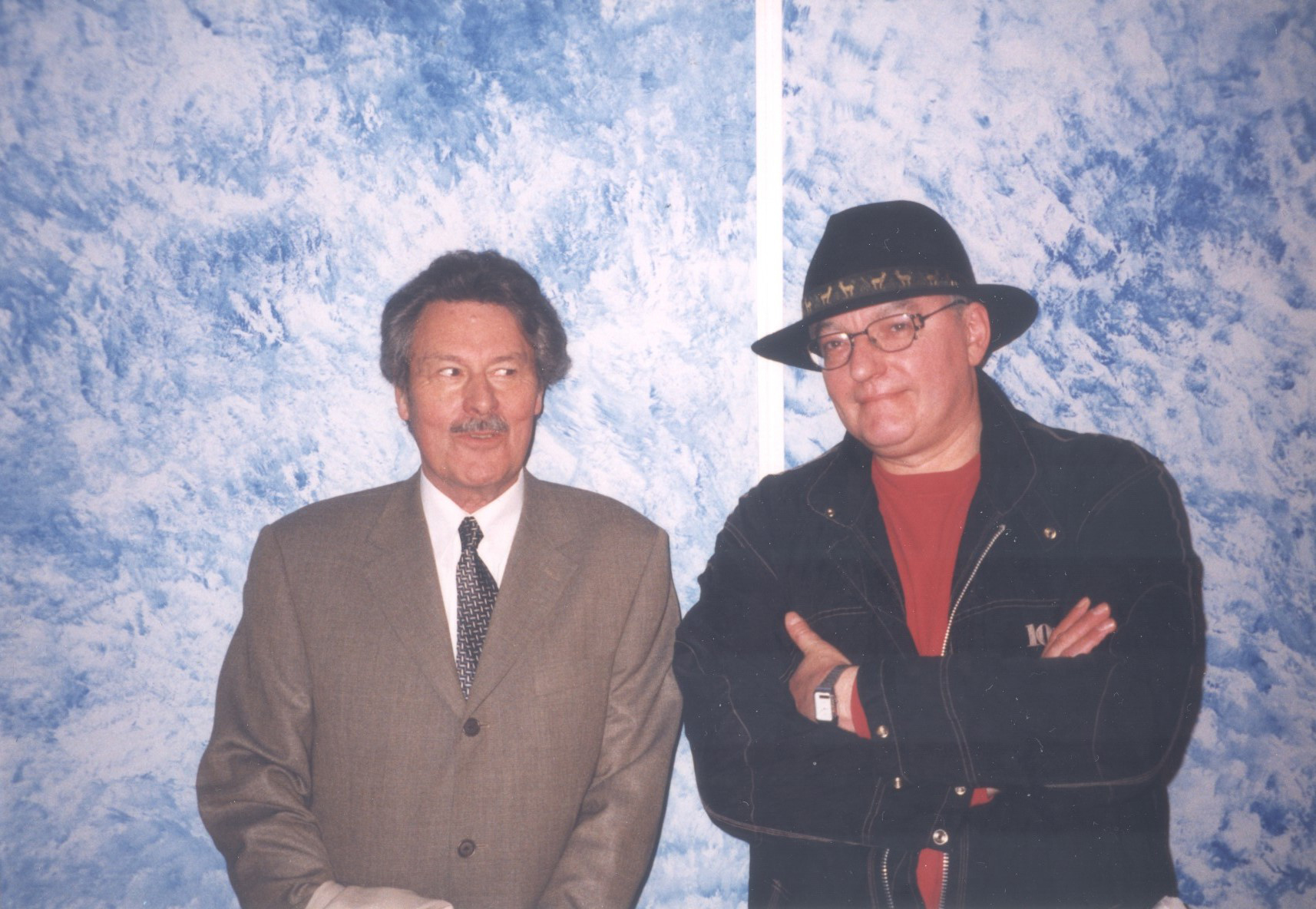
André-Paul Duchâteau, aux côtés du dessinateur Daniel Hulet, à la Foire du livre de Bruxelles, en mars 1998.

En 2001, il collabore avec Éric Lenaerts pour Les Romantiques aux éditions Casterman.
En 2002, il publie son autobiographie intitulé 7 à 77 ans : Souvenirs d'un scénariste aux éditions Memor, où il souligne les grands moments de sa vie professionnelle. Cette même maison d'édition édite quatre romans écrits avec Frank Andriat. Il signe le premier tome du diptyque Terreur avec le dessinateur René Follet dans la collection « Signé » du Lombard, pour lequel il obtient le prix Saint-Michel en 2003.
Janvier 2010, il apprend la mort de son ami Tibet : le 78e album À la poursuite du griffon d'or est inachevé. Seule la moitié est dessinée. Le scénariste souhaite publier cet album en l'état parce qu'il est « difficile, pour la famille de Tibet, de demander à un autre dessinateur d’achever l’album ». Il arrête ensuite définitivement Ric Hochet.

### Vie privée
Marié à Odette, il a une fille : Sylvie.

### Mort
André-Paul Duchâteau meurt le 26 août 2020, à l'âge de 95 ans à Uccle (Belgique).

## Œuvres

### Romans policiers
- Meurtre pour meurtre, Bruxelles, Éditions Albert Beirnaerdt[a], coll. « Le Jury » (no 29) (1re éd. 1940), 32 p., Premier roman..
- Tout ou Rien, Bruxelles, Éditions Albert Beirnaerdt, coll. « Le Jury » (no 39) (1re éd. 1942).
- La mort est du voyage, Bruxelles, Éditions Albert Beirnaerdt, coll. « Le Jury » (no 49) (1re éd. 1940).
- Pique-nique, Bruxelles, Revue Heures d'oubli (1re éd. 1942).
- De 5 à 7 avec la mort, Bruxelles, Éditions du Rocher, coll. « Les Maîtres de la littérature policière » (1re éd. 1974), Grand prix de littérature policière.
- La Ville des démons, Bruxelles, Éditions du Rocher, coll. « « Les Maîtres de la littérature policière » » (1re éd. 1984), 185 p. (ISBN 978-2-268-00321-4).
- Entre la vie et la mort, Bruxelles, Éditions Nocturne (1re éd. 1986), 156 p..
- La Petite Fille à gauche sur la photo, Bruxelles, Éditions du Rocher, coll. « « Les Maîtres de la littérature policière » » (1re éd. 1987).
- La Vielle Dame à la poupée, Bruxelles, Éditions du Rocher, coll. « « Les Maîtres de la littérature policière » » (1re éd. 1989) (ISBN 978-2-268-00795-3).
- Mourir à Angoulême, Bruxelles, Éditions du Rocher, coll. « Les Maîtres de la littérature policière » (1re éd. 1990).
- La 139e victime, Bruxelles, Le Masque, coll. « Le Masque » (no 1984) (1re éd. 1990).
- Palmarès pour cinq crimes, Bruxelles, Le Masque, coll. « Le Masque » (no 2020) (1re éd. 1990).
- Crimes par ricochet, Bruxelles, Claude Lefrancq éditeur, coll. « Attitudes » (1re éd. 1991).
- Sherlock Holmes revient, Bruxelles, Claude Lefrancq éditeur, coll. « Attitudes » (1re éd. 1992).
- Défis Impossibles, Bruxelles, Quorum, coll. « Police Fiction » (1re éd. 1994).
- Les Chemins de lune, Bruxelles, Le Masque, coll. « Labyrinthes » (no 69) (1re éd. 2000) (ISBN 2702496849).
- Le Voleur d'âmes, Bruxelles, Le Masque, coll. « Labyrinthes » (no 82) (1re éd. 2000).
- Les Anges de cire, Bruxelles, Le Masque, coll. « Labyrinthes » (no 116) (1re éd. 2003).
- avec Frank Andriat, Manipulations[32], Bruxelles, Memor, coll. « Couleurs », 2002 (1re éd. 2002) (ISBN 2-930133-80-5).
- avec Frank Andriat, Intrusions[33],[34], Bruxelles, Memor (1re éd. 2004) (ISBN 2915394164).
- avec Frank Andriat, Le Coupable rêvé, Bruxelles, Mijade, 2012 (1re éd. 2007) (OCLC 1400390288).

### Romans historiques
- Les Masques de cire[35], Louvain-la-Neuve, Duculot, coll. « Travelling » (no 110), 1993, 123 p. (ISBN 2-8011-1072-8).

### Bande dessinée
Sauf précision, Duchâteau est le scénariste de ces albums et son collaborateur leur dessinateur.

#### One shots
- Chris Melville, Éditions Jonas, coll. « 1/1 », Bruxelles, 1987
Scénario : Alain De Kuyssche et André-Paul Duchâteau - Dessin : Daniel Hulet
- Énigme à bord du Thalys, Thalys - Le train éclair, 1996
Scénario : André-Paul Duchâteau - Dessin et couleurs : Christian Denayer,(livret promotionnel de huit pages).
- Les Enquêtes du chat-tigre, Lombard, coll. « Signe de piste », Bruxelles, 1991
Scénario : André-Paul Duchâteau - Dessin et couleurs : Didier Desmit - (ISBN 2-8036-0921-5)
- Hypérion, Lombard, coll. « Phylactère », Bruxelles, 1981
Scénario : André-Paul Duchâteau - Dessin : Franz - Couleurs : quadrichromie

### Autres
- Préfaces des œuvres complètes de Stanislas-André Steeman, six tomes aux Éditions du Masque.
- L'Écrivain habite au 21, Quorom, 1998. Biographie de Stanislas-André Steeman.
- 7 à 77 Ans, Souvenirs d'un Scénariste, Mémor, coll. « Transparences », 2002[59]. Autobiographie.

## Filmographie

### Télévision
- 1955 : Boomerang[60]
- 1959 : Un pion de trop[60]
- 1960 : L'Inconnu du téléphone[60]
- 1962 : L'Homme derrière la porte[60]
- 1969 : Le Condamné à meurt à cinq heures[60]
- 1970 : Les Atouts de M. Wens[60]
- 1971-1972 : Keskinvapa[60]
- 1973 : Le Crime de minuit quarante[60]
- 1973 : Le Cinquième Coup de feu[60]
- 1988 : Vous oubliez quelque chose[60]

## Prix et distinctions
- 1974 : Grand prix de littérature policière pour De 5 à 7 avec la mort[61] ;
- 1991 :  chevalier de l'ordre de Léopold en décembre comme auteur ayant plus de vingt ans de carrière[62] ;
- 2003 :  Prix Saint-Michel du meilleur scénario pour Terreur, t. 1[63] ;
- 2005 :  Crayon d'or de Bruxelles pour l'ensemble de son œuvre décerné par la Chambre belge des experts en bande dessinée[64] ;
- 2010 :  Grand Prix Saint-Michel pour l'ensemble de son œuvre[65].